# Трьохозерна
Трьохозе́рна (рос. Трёхозёрная) — присілок у складі Талицького міського округу Свердловської області.
Населення — 360 осіб (2010, 502 у 2002).
Національний склад станом на 2002 рік: росіяни — 95 %.